# Esna Boyd
Esna Boyd Robertson (Melbourne, 21. rujna 1899. – Škotska, 1966.) je australska tenisačica koja je igrala u 7 finala Australian Opena, ali je samo jedan uspjela osvojiti i to 1927. godine pobijedivši Sylviu Lance Harper u finalu.

## Pregled Grand Slamova
- Australian Open
  - Osvajačica naslova u pojedinačnoj konkurenciji: 1927.
  - Finalistica u pojedinačnoj konkurenciji: 1922., 1923., 1924., 1925., 1926., 1928.
  - Osvajačica naslova u igri parova: 1922., 1923., 1926., 1928.
  - Finalistica u igri parova: 1925., 1927.
  - Osvajačica naslova u igri mješovitih parova: 1922., 1926., 1927.
  - Finalistica u igri mješovitih parova: 1924., 1928.

## Grand Slam finala

### Dobila (1)
| Godina | Grand Slam      | Suparnica u finalu  | Rezultat      |
| 1927.  | Australian Open | Sylvia Lance Harper | 5-7, 6-1, 6-2 |

### Izgubila (6)
| Godina | Grand Slam      | Suparnica u finalu  | Rezultat      |
| 1922.  | Australian Open | Margaret Molesworth | 6-3, 10-8     |
| 1923.  | Australian Open | Margaret Molesworth | 6-1, 7-5      |
| 1924.  | Australian Open | Sylvia Lance Harper | 6-3, 3-6, 8-6 |
| 1925.  | Australian Open | Daphne Akhurst      | 1-6, 8-6, 6-4 |
| 1926.  | Australian Open | Daphne Akhurst      | 6-1, 6-3      |
| 1928.  | Australian Open | Daphne Akhurst      | 7-5, 6-2      |